# Strongylura scapularis
Strongylura scapularis är en fiskart som först beskrevs av Jordan och Gilbert 1882.  Strongylura scapularis ingår i släktet Strongylura och familjen näbbgäddefiskar. IUCN kategoriserar arten globalt som livskraftig. Inga underarter finns listade i Catalogue of Life.